# Weem

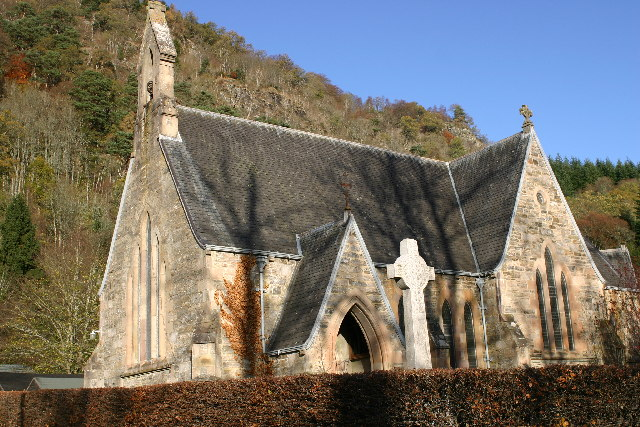
La chiesa parrocchiale di Weem

Weem è un villaggio dell'area amministrativa scozzese di Perth e Kinross.
Si trova circa 40 km a nord ovest di Perth.
Il nome deriva dal gaelico "Uaimh", che significa grotta.
Nei pressi si trova il castello Menzies, nel quale Charles Edward Stuart trascorse due notti mentre era in viaggio verso la battaglia di Culloden.
La chiesa parrocchiale di Weem, di origine medievale, contiene le tombe della famiglia Menzies, risalenti al XVI secolo.